# Вашингтон (округ, Миссисипи)
Округ Вашингтон (англ. Washington County) — округ штата Миссисипи, США. Население округа на 2000 год составляло 62977 человек. Административный центр округа — город Гринвилл.

## История
Округ Вашингтон основан в 1827 году.

## География
Округ занимает площадь 1875.2 км2.

## Демография
Согласно переписи населения 2000 года, в округе Вашингтон проживало 62977 человек (данные Бюро переписи населения США). Плотность населения составляла 33.6 человек на квадратный километр.